# Kevin Durant
Kevin Wayne Durant (Washington DC, 29 de setembre de 1988) és un jugador de bàsquet estatunidenc que milita als Phoenix Suns de l'NBA. La seva posició és la d'aler. És molt ràpid per a l'alçada que té (supera els dos metres) i molt àgil. Té una bona mà en el llançament i està predestinat a marcar una època a l'NBA.
El 4 de juliol de 2016 va anunciar que havia arribat a un acord per jugar als Golden State Warriors.
La temporada 2016-2017 es va proclamar campió de l'NBA amb els Golden State Warriors i va ser escollit millor jugador (MVP) de la final.
L'estiu de 2019 va firmar un contracte amb els Brooklyn Nets per les quatre temporades següents.